# AS Nancy
AS Nancy-Lorraine je francuski nogometni klub iz Nancya koji se natječe u Ligue 2 od sezone 2017./18.

## Povijest
Klub je osnovan 1967., kao nasljednik kluba FC Nancy koji je prestao s radom 1965. godine. U Nancyju je od 1975. do 1977. svlačionicu su dijelili legende hrvatskog i francuskog nogometa Krasnodar Rora i Michel Platini. Platini je iznimno cijenio Roru, i pri posjetu Hrvatskoj istakao je da nikad ne bi postao onako sjajan nogometaš da nije ostajao poslije redovnih treninga dodatno vježbati s Rorom. Najveći uspjesi kluba su osvajanje Francuskog kupa 1978., te Liga kupa 2006. Nancy svoje domaće utakmice igra na stadionu Marcel Picot u gradu Tomblaineu.

## Trofeji
- Ligue 2
  - Prvaci (5): 1975., 1990., 1998., 2005., 2016.
  - Doprvaci (1): 1970.
- Francuski kup
  - Prvaci (1): 1978.
- Francuski liga kup
  - Prvaci (1): 2006.

## Poznati igrači
| - Ali Boumnijel - Tony Cascarino - Raul Castronovo - Pablo Correa - Manuel da Costa - Carlos Curbelo - Pape Diakhaté - Éric Di Meco - Krasnodar Rora | - Mustapha Hadji - Philippe Jeannol - Bertrand Laquait - Roger Lemerre - Bruno Martini - Jean-Michel Moutier - Antal Nagy - Wilson Oruma | - Michel Platini - Laurent Pokou - Sébastien Puygrenier - Eric Rabesandratana - Olivier Rouyer - Ruben Umpierrez - Tony Vairelles - Aleksandr Zavarov |

## Treneri
| - René Pleimelding (1967. – 1970.) - Antoine Redin (1970. – 1979.) - Georges Huart (1979. – 1982.) - Hervé Collot (1982. – 1984.) - Arsène Wenger (1984. – 1987.) - Robert Dewilder (1987. – 1990.) - Aimé Jacquet (1990. – 1991.) - Marcel Husson (lipanj-listopad 1991.) - Olivier Rouyer (listopad 1991. – 1994.) - László Bölöni (1994. – 2000.) - Francis Smerecki (2000. – 2002.) - Moussa Bezaz (lipanj-studeni 2002.) - Pablo Correa (studeni 2002.-lipanj 2011.) - Jean Fernandez (lipanj 2011.-siječanj 2013.) - Patrick Gabriel (siječanj 2013.-listopad 2013.) - Pablo Correa (listopad 2013.-kolovoz 2017.) - Vincent Hognon (kolovoz 2017.-siječanj 2018.) - Patrick Gabriel (siječanj 2018.-travanj 2018.) - Didier Tholot (travanj 2018.-listopad 2018.) - Alain Perrin (listopad 2018.-svibanj 2019.) - Jean-Louis Garcia (svibanj 2019.-svibanj 2021.) - Daniel Stendel (svibanj 2021.-) |

## Vanjske poveznice
- Službena stranica (fr.)